# Prasophyllum mollissimum
Prasophyllum mollissimum är en orkidéart som beskrevs av Herman Montague Rucker Rupp. Prasophyllum mollissimum ingår i släktet Prasophyllum och familjen orkidéer. Inga underarter finns listade i Catalogue of Life.